# الحرف (ريمة)
الحرف هي إحدى قرى مديرية كسمة بمحافظة ريمة اليمنية، بلغ تعداد سكانها 995 نسمة حسب الإحصاء الذي جرى عام 2004.